# 雍正帝的衍生作品
以下是曾直接描述或借用雍正帝的作品。

## 文學作品

### 小說
- 子乾隆，在中國形成「南、北」兩派說法：「南派說」見敘於金庸武俠小說；「北派說」雍正與河北熱河「木蘭圍場」宮女私戀，產乾隆。
- 在桐華小說《步步驚心》，被寫成為痴情男子，與女主角馬爾泰·若曦、胤禩和胤禵有難分難解的感情糾葛。
- 妖葉小說《夢迴大清:清夢無痕》
- 滄海笑明月小說《鳳舞大清》
- 金子小說《夢迴大清》
- 二月河 (凌解放)小說《雍正皇帝-九王奪嫡》

## 影視作品

### 電影
| 演員   | 年份   | 影視作品         | 備註                     |
| 韋弘   | 1975年 | 《血滴子》       | 邵氏電影公司1970年代電影 |
| 徐少强 | 1980年 | 《雍正與年羹堯》 |                          |
| 狄龍   | 1981年 | 《功夫皇帝》     |                          |
| 刘伟强 | 2012年 | 《血滴子》       |                          |
| 陸毅   | 2013年 | 《宫锁沉香》     | 2013年電影               |

### 電視劇
| 演員     | 年份   | 影視作品                              | 備註                                                       |
| 劉志榮   | 1976年 | 《十大刺客》                          | 1976年麗的電視電視劇                                       |
| 万梓良   | 1980年 | 《大内群英》                          | 1980年麗的電視電視劇                                       |
| 吕良伟   | 1984年 | 《吕四娘》                            | 1984年無綫電視電視劇                                       |
| 刘兆铭   | 1985年 | 《皇上保重》                          | 1985年無綫電視電視劇                                       |
| 煒烈     | 1987年 | 《满清十三皇朝》                      | 亞洲電視1987年電視劇                                       |
| 刘信义   | 1991年 | 《雍正皇帝》                          |                                                            |
| 江華     | 1995年 | 《九王奪位》                          | 亞洲電視1995年電視劇                                       |
| 江華     | 2003年 | 《九五至尊》                          | 無綫電視2003年電視劇，描述雍正穿越至現代                   |
| 庹宗華   | 1996年 | 《雍正大帝》 （《雍正 小蝶 年羹堯》） | （台灣電視公司1996年電視劇）                               |
| 郑少秋   | 1996年 | 《江湖奇侠传》                        | 飞腾电影公司摄制的武侠历史剧，在台湾有“神剧”之誉。1996年） |
| 张兆辉   | 1996年 | 《大刺客 吕四娘》                     |                                                            |
| 罗乐林   | 1996年 | 《乾隆大帝》                          |                                                            |
| 艾威     | 1999年 | 《騙中傳奇》                          |                                                            |
| 唐國強   | 1997年 | 《雍正王朝》                          |                                                            |
| 唐國強   | 2000年 | 《李衛當官》                          |                                                            |
| 唐國強   | 2004年 | 《李衛當官2》                         |                                                            |
| 秦汉     | 2001年 | 《玉指环》 （《才子佳人乾隆皇》）     |                                                            |
| 巍子     | 2002年 | 《刺虎》                              |                                                            |
| 曾伟权   | 2002年 | 《鄭板橋》                            | 無綫電視2002年電視劇                                       |
| 钟镇涛   | 2003年 | 《宫廷画师郎世宁》                    |                                                            |
| 赵鸿飞   | 2003年 | 《皇太子秘史》                        |                                                            |
| 寇振海   | 2005年 | 《上书房》                            |                                                            |
| 张国立   | 2005年 | 《少年宝亲王》                        |                                                            |
| 张铁林   | 2006年 | 《南少林》                            |                                                            |
| 楊瑞麟   | 2007年 | 《幕後大老爺》                        | 無綫電視2007年電視劇                                       |
| 沈保平   | 2008年 | 《书剑恩仇录》                        |                                                            |
| 陈建斌   | 2011年 | 《後宮甄嬛傳》                        |                                                            |
| 吳奇隆   | 2011年 | 《步步惊心》                          | 上海唐人電影製作有限公司2011年電視劇                       |
| 何晟銘   | 2011年 | 《宫锁心玉》                          | 湖南经视文化传播有限公司2011年電視劇                       |
| 何晟銘   | 2012年 | 《宮鎖珠帘》 （宮II-2012）            |                                                            |
| 方姚子鐿 | 2012年 | 《傾城絕戀》                          |                                                            |
| 張煜楓   | 2013年 | 《乾隆秘史》                          |                                                            |
| 黃智賢   | 2014年 | 《食為奴》                            | 無綫電視2014年電視劇                                       |
| 郑晓东   | 2017年 | 《花落宫廷错流年》                    |                                                            |
| 張豐毅   | 2018年 | 《如懿傳》                            |                                                            |
| 王繪春   | 2018年 | 《延禧攻略》                          |                                                            |

### 歌仔戲
| 演員   | 年份   | 影視作品       | 備註 |
| 黃香蓮 | 1984年 | 《年羹堯新傳》 |      |

### 網路劇
以下列出曾飾演「雍正帝」的演員，以及劇中演出「雍正帝」的網路劇：
| 演員   | 年份   | 影視作品     | 備註                 |
| 馮茗驚 | 2013年 | 《我為宮狂》 | 于正工作室2013年網路劇 |

### 廣播劇
| 聲演演員 | 年份   | 廣播劇作品   | 備註           |
| 黃秋生   | 2001年 | 《雍正皇帝》 | 香港電台廣播劇 |